# Saint-Denis-de-Pile
 Saint-Denis-de-Pile  es una población y comuna francesa, situada en la región de Aquitania, departamento de Gironda, en el distrito de Libourne y cantón de Guîtres.

## Demografía
| 2293 | 2371 | 2807 | 3204 | 3909 | 4089 |
| Para los censos de 1962 a 1999 la población legal corresponde a la población sin duplicidades (Fuente: INSEE [Consultar]) |      |      |      |      |      |